# ラムセス5世
ラムセス5世（Ramesses V、在位：紀元前1145年 - 紀元前1141年）は、古代エジプト第20王朝の第4代ファラオ。即位名はウセルマアトラー。

## 概要
ラムセス4世とその王妃テントオペトの息子であった。
その治世中、テーベのカルナック神殿を中心とするアメンの神官団の台頭が著しかった。彼らは祖父ラムセス3世の時代から徐々に権力を拡大していたが、ラムセス5世の頃ついに国政に介入するまでに至った。寄進によって多くの土地が神殿の所領とされ、ファイユームに至る各地方の財政さえも管轄下に置かれた。エレファンティネ島で発見されたトリノ1887パピルスには神官が関与した金融スキャンダルについて記録されている。
また、治世1年目には暴動が起こり、デイル・エル・メディーナの職人たちは敵を恐れて王墓の建設を中断した。数日後には敵がテーベに侵入し、町が大きな損害を受けた。襲撃者の正体はエジプトに侵入したリビア人の集団と考えられている。
このように、ラムセス5世の治世下でエジプトは大きな苦難に見舞われ、王自身も天然痘と思われる病により在位わずか4年で世を去った。その埋葬は王位を継いだ叔父ラムセス6世の治世2年目に行われたと記録されている。埋葬が遅れた理由としては、内戦を鎮静化するのに手間取ったとする説、ラムセス6世がラムセス5世から王位を簒奪し、しばらくの間軟禁していたとする説等が挙げられる。後者はラムセス5世のものとして造営された墓を、ラムセス6世が自分の物として流用しているらしいことが裏付けになっている。
彼のミイラは王墓KV35から発見された。左手の指が欠損している他は保存状態が非常に良く、身長は170センチ、死亡推定年齢は36歳頃だと言われている(状態が良いため細かく割り出すことが可能)。身体の随所に痘痕が見られる事から、天然痘によって死亡したとする説が有力視されているものの、最新の遺伝子研究では既知の天然痘株の起源が16世紀後半頃であると特定されているため、近代以降に世界規模で猛威を振るった天然痘と王の命を奪った病が同一のものであったかどうか、正確な所は不明瞭になっている。
彼の「ミイラの睾丸は非常に大きい」という記述が調査書にある。しかし、男性器の方に関しての言及はなされていない。